# Третья пандемия
Третья пандемия — широкомасштабная пандемия чумы, зародившаяся в провинции Юньнань в 1855 году. Бубонная и лёгочная чума за несколько десятилетий распространилась на все обитаемые континенты. Только в Китае и Индии общее число умерших составило более 12 миллионов человек. По данным Всемирной организации здравоохранения, отголоски пандемии регистрировались и в 1959 году, когда число жертв в мире упало до 200 человек.
Чума на протяжении всей истории вызывала немало эпидемий и пандемий, среди которых выделяются Юстинианова чума и Чёрная смерть. Чума конца XIX — начала XX веков считается третьей особо крупной пандемией. Впрочем, некоторые авторы не без оснований указывают на условность выделения третьей пандемии, указывая последовательность пиков активности чумы: первый пик — 1346—1382 годы (Чёрная смерть), 
второй — 1440—1530 годы, третий — 1545—1683 годы, четвертый — 1710—1830 годы, между которыми менялось по несколько поколений людей. Сопоставление масштабов третьей пандемии с предыдущими пиками активности чумы показывает, что правильнее считать её не самостоятельным явлением, а пятым, самым низким пиком второй пандемии.
Самостоятельным же является изменение клинической формы болезни: вновь появилась легочная чума, зарегистрированная во время Черной Смерти, но не наблюдавшаяся во время последующих пиков активности чумы.
Так же знаменательным является то, что в последние годы XIX века ученые открыли возбудителя чумы и выявили его переносчиков. Как пишет Милан Даниэль:
Наконец-то увенчались успехом тысячелетние попытки человечества найти оружие против «черной смерти», в тени которой росла, а подчас лишь еле теплилась человеческая цивилизация

## Глобальное распространение
Третья пандемия началась из множества природных очагов в Центральном и Юго-Восточном Китае, и официальным началом пандемии считается случайно выбранная эпидемия в Кантоне, несмотря на то, что эпидемии чумы периодически вспыхивали там с 1850-x годов. Как только эпидемия достигла побережья, суда, на этот раз с паровыми двигателями, быстро разнесли чуму по всем частям света. Вспышки чумы отмечались в 87 портовых городах (из нескольких тысяч портов того времени). Особенно чума лютовала в Гонконге и Бомбее. Чума также распространилась на все континенты благодаря торговым судам в виде относительно небольших по масштабу вспышек, не приведших, однако, к возникновению эпидемий, сопоставимых по масштабу с эпидемиями средневековья.
Были зарегистрированы следующие вспышки чумы:

| - Юннань, Китай — 1860—1870 — чума свирепствует эндемически. - Бэйхай, Китай — 1882. - Кантон, Китай — 1894 — официальное начало пандемии . - Гонконг 1894 — открытие возбудителя чумы. - Формоза, Япония —1896. - Бомбейское президентство, Индия — 1896—1898. - Калькутта, Индия — 1898. - Мадагаскар —1898. - Египет — 1899. - Маньчжурия, Китай — 1899. - Парагвай — 1899. - Южная Африка — 1899—1902. - Территория Гавайи — 1899. | - Сан-Франциско, США — 1900. - Австралия — 1900—1905. - Одесса, Российская империя — 1901,1910. - Фуцзянь, Китай — 1901. - Сиам —1904. - Бирма — 1905. - Тунис — 1907. - Тринидад, Венесуэла, Перу и Эквадор — 1908. - Боливия и Бразилия — 1908. - Маньчжурия, Китай — октябрь 1910 — апрель 1911. - Дальневосточная республика — 1921—1922. - Куба и Пуэрто-Рико — 1912. |